# Cabernet Sauvignon

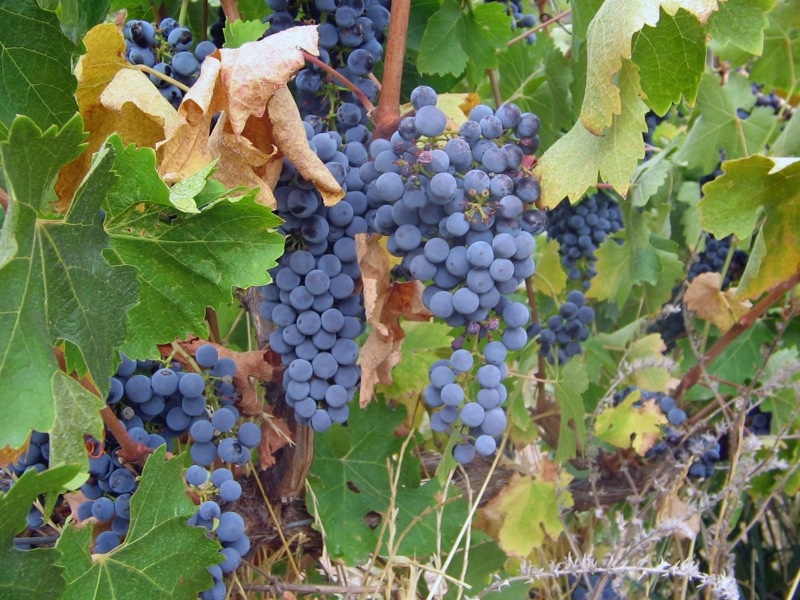
Cabernet Sauvignon, Clare Valley, USA

Cabernet Sauvignon (zkratka CS, výslovnost [kaberne sovinjó]) je tradiční, velmi oblíbená, pozdní moštová odrůda révy vinné (Vitis vinifera), používaná k výrobě červených vín. Tato odrůda se řadí mezi čtyři celosvětově nejoblíbenější červená vína spolu s odrůdami Syrah, Pinot Noir a Merlot.[zdroj⁠?!] Toto si vysloužila nejen svojí vůní a chutí, ale i dobrou adaptabilitou na různé klimatické podmínky a půdu.
Pochází patrně z francouzského regionu Bordeaux, kde vznikla s nejvyšší pravděpodobností spontánním křížením odrůd Cabernet Franc a Sauvignon Blanc.
Cabernet Franc je původní „kabernetovou“ odrůdou z regionu Bordeaux, která je úzce příbuzná s volně rostoucí révou lesní Vitis vinifera ssp. sylvestris a vznikla patrně její selekcí. V poslední době je odrůda neprávem zatlačena do pozadí. Vína odrůdy CS obsahují sice více taninů, jsou tmavší a tělnatější, ale vína Cabernet Franc mají jemnější texturu a někdy i přitažlivější vůni. Ve směsi dokáže Cabernet Franc zmírnit „divokost“ vín odrůdy CS. V regionu Bordeaux zrají hrozny Cabernet Franc dříve a dosahují lepší cukernatosti. Proto se spolu s Merlotem vysazuje v oblasti St. Émilion, kde CS již tak dobře nevyzrává. Kvalitní víno Cabernet Franc vyniká v mládí granátovou barvou, která při zrání tmavne. Je typické výraznou plností, vůní malin, někdy i fialek, a jasným zábleskem černého rybízu a ovocnosti. Vína z teplých zámořských regionů spojují malinový nádech s marmeládově širokou chutí.
O odrůdě Cabernet Sauvignon se říká, že nemilosrdně vytlačuje ostatní modré odrůdy z jejich tradičních areálů rozšíření. S odhadem 220.000 hektary osazené plochy vinic je v současné době sedmou nejpěstovanější odrůdou světa. Tradicionalisté ji proklínají, dovozci vín ji vyzdvihují v naději na tučné zisky a milovníci vína jsou potěšeni tím, že tu je odrůda, jejíž víno mohou poznat, tak jako poznají ta nejprostší domácí jídla. Aroma bývá často směsí černého rybízu, zelené papriky, cedrového dřeva a grafitu z čerstvě ořezané tužky, u barikovaných vín se přidává vůně tabáku. A právě proto, že se dá odrůdové víno s trochou cviku často poměrně snadno rozlišit, napomohla tato odrůda do značné míry návratu k odrůdovým vínům vůbec. Tedy k hledání jednoznačné identity i u jiných, tradičních odrůd, jejichž vína mění charakter v rámci různých vinařských oblastí i lokálního terroir.

## Popis

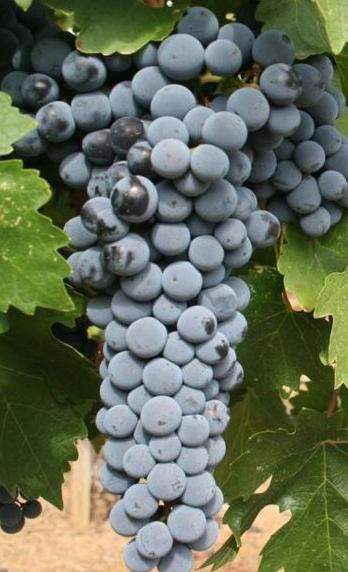
Hrozen odrůdy Cabernet Sauvignon, Hedges Vineyards, Red Mountain, stát Washington, USA

Réva vinná (Vitis vinifera) odrůda Cabernet Sauvignon je jednodomá dřevitá pnoucí liána, dorůstající v kultuře až několika metrů. Kmen tloušťky až několik centimetrů je pokryt světlou borkou, která se loupe v pruzích. Úponky révy jsou středně dlouhé, umožňují této rostlině pnout se po pevných předmětech. Růst je středně bujný až bujný s polovzpřímenými až poléhavými letorosty. Včelka je silně ochlupená, bělavá, s intenzívně červenými okraji. Vrcholek letorostu je otevřený, silně bíle vlnatě ochmýřený až plstnatý, středně silně pigmentovaný antokyaniny, s karmínově červeným okrajem. Internodia a nodia jsou převážně zelená, na osluněné straně červenohnědě proužkovaná, takřka bez ochmýření, pupeny jsou slabě pigmentované antokyaniny. Mladé lístky jsou žlutozelené s bronzovými skvrnami, takřka bez antokyaninové pigmentace, silně bíle vlnatě ochmýřené. Jednoleté réví je středně silné, kaštanově tmavohnědé, čárkované. Zimní pupeny jsou středně velké, široké, zahrocené.

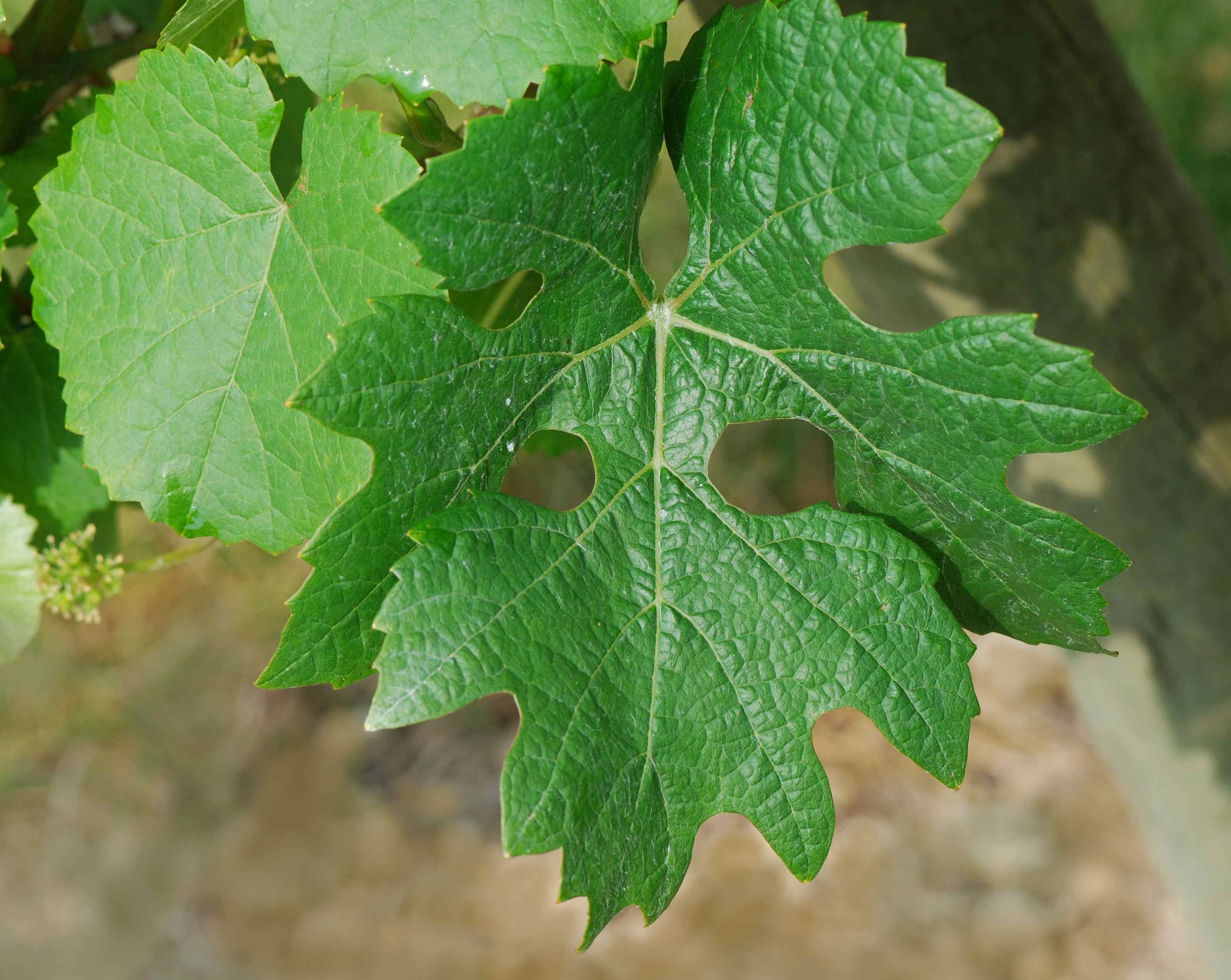
List odrůdy Cabernet Sauvignon

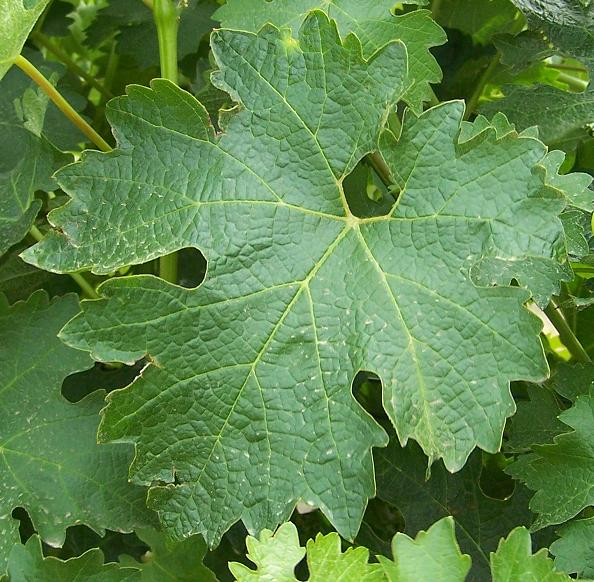
List odrůdy Cabernet Sauvignon

List je středně velký, pětiúhelníkovitý, výrazně a hluboce pěti- až sedmilaločný s hlubokými, lyrovitými výkroji s oblým až plochým dnem, často se zoubkem. Vrchní strana čepele listu je tmavozelená, středně puchýřnatá, spodní jemně chloupkatá. Řapíkový výkroj je lyrovitý, uzavřený, s okrouhlým průsvitem, někdy se zoubky na lalocích, řapík je krátký až středně dlouhý, tmavozelený s červenofialovým odstínem, žilnatina listu v oblasti napojení řapíku je narůžovělá. List svým členěním působí velmi dekorativně, na podzim je vínově červeně skvrnitý.
Oboupohlavní pětičetné květy v hroznovitých květenstvích jsou žlutozelené, samosprašné. Plodem je malá až středně velká (10–15 mm, 0,8–1,6 g), okrouhlá bobule s rovnoměrným, poměrně silným voskovým povlakem, slupka je středně pevná, tmavomodrá až modročerná, dužnina je bez zbarvení, rozplývavá, s jemnou vůní připomínající fialky (tzv. jemná trávovina), plné, kořenité, kabernetové chuti, s 1–3 semeny. Semeno je hruškovité, středně velké, hnědé barvy, zobáček je tupý. Stopečky bobulí jsou středně dlouhé, obtížně oddělitelné. Hrozen je středně velký (12–15 × 7–8 cm, 70–130 g), kuželovitý, s křidélky, řidší až středně hustý, s průměrně lignifikovanou stopkou, dlouhou až 7 cm.

## Původ
Cabernet Sauvignon je moštová odrůda révy vinné (Vitis vinifera), tradiční francouzská odrůda, o které se dlouho soudilo, že mohla být ve Francii pěstována již v době Římské kolonizace, popřípadě pochází z křížení s některou „antickou“ odrůdou. Podnět k tomu dala synonyma Bidure či Vidure, popřípadě Petite Vidure, která byla spojovaná s antickou odrůdou Biturica, zmiňovanou Pliniem starším v 1. stol. po Kr. Synonyma ale patrně mají původ v lokálním dialektu a v překladu znamenají „tvrdé dřevo (réví)“ (francouzsky „vigne dure“), toto označení sdílí CS s odrůdou Carmenère, jejíž synonymum je Grande Vidure. Existovala ale také teorie, že se odrůda CS rozšířila do Francie ze španělského regionu Rioja.
Další, často tradovanou, ale patrně též mylnou domněnkou je, že odrůda CS je ve Francii poprvé písemně zmíněna již roku 1635. V té době sice kardinál Richelieu zaslal Abbé Bretonovi několik tisíc sazenic révy, ale pravděpodobně odrůdy Cabernet Franc, tedy té, která je v údolí Loiry stále na poměrně rozsáhlých plochách pěstována.
Odrůda CS je v regionu Bordeaux v hojnější míře pěstována teprve od konce 18. století, zásluhu na tom mají především Armand d'Armailhacq a Baron Hector de Brane. Odrůda se rozšířila z Château Mouton a Château d'Armailhac v oblasti Pauillac, dnes dominuje především ve velkých vínech subregionu Médoc.
Roku 1997 zveřejnili John E. Bowers a Carole P. Meredith z University of California, Davis, studii, ve které prostřednictvím analýzy DNA s vysokou pravděpodobností stanovili, že CS je křížencem odrůd Cabernet Franc a Sauvignon Blanc. Největší šance ke spontánnímu zkřížení těchto dvou odrůd nastala v Bordeaux v průběhu 17. století, z tohoto pohledu je možné, že v případě CS nejde o tak starobylou odrůdu, jak s dlouho předpokládalo.

## Rozšíření
Tradiční oblastí pěstování odrůdy CS je samozřejmě Francie a region Bordeaux, tedy département Gironde, kde leží více než polovina francouzských vinic, osazených touto odrůdou. S odrůdami Merlot a Cabernet Franc zde tvoří součást cuvée velkých vín oblastí AOC Médoc, Graves, Saint Émilion, Pomerol, Saint-Estèphe, Pessac-Léognan, Bergerac, Saint-Julien či Moulis. Odrůda je hojně pěstována i v regionu Languedoc-Roussillon, v Provence, kde tvoří součást vín AOC Côtes de Provence, Les Baux de Provence či Coteaux d'Aix en Provence a v départementech Dordogne a Lot-et-Garonne, kde tvoří například součást vín AOC Buzet, Pécharmant, bergerac, Montravel, Côtes de Duras atd. Roku 2008 byl CS ve Francii pěstován na 57.913 hektarech vinic ve 25 klonech.
Z Francie se odrůda začala rozšiřovat zejména ve druhé polovině 20. století nejprve do Evropy a zanedlouho poté do zemí Nového světa, kde získala velkou oblibu. V Itálii mimo jiné tvoří součást některých velkých toskánských vín, nazývaných „Super-Toskánská“, v Německu ji najdeme roku 2007 na 278 ha, na velkých plochách je vysazena v Kalifornii, v oblastech Napa Valley AVA a Sonoma Valley AVA, v Jihoafrické republice byla roku 2007 vysazena na 13.006 ha, v Austrálii na 27.909 ha, v Chile na 40.788 ha, v Argentině16.900 ha atd.
Do Státní odrůdové knihy České republiky byla odrůda zapsána roku 1980, od toho roku je zapsána i v Listině registrovaných odrůd na Slovensku. V Čechách se pro své pozdní zrání nepěstuje, na Moravě je nejhojnější v mikulovské podoblasti, na Mutěnicku a na Velkopavlovicku. Na Slovensku jsou malé plochy v Malokarpatské oblasti, v okolí Krtíše a Levic. Zastoupení ve vinicích ČR roku 2010 činilo 1,3 %, na Slovensku 1,9 % plochy vinic. Průměrný věk porostů, osázených touto odrůdou v ČR, činil roku 201 asi 9 let. Udržovateli odrůdy v ČR jsou Ampelos-Šlechtitelská stanice vinařská Znojmo, Ing. Alois Tománek, Šlechtitelská stanice vinařská Polešovice a ŠSV Velké Pavlovice.

## Název
Název Cabernet Sauvignon je používán až od 19. století, do této doby byla odrůda nazývána převážně Petite Vidure, na rozlišení od odrůdy Carmenère, jejíž synonymum bylo Grande Vidure (k původu označení „vidure“ viz výše).
Slovo „cabernet“ vzniklo v oblasti Médoc, v regionu Bordeaux, patrně je odvozeno od latinského slova „caput“, zde ve smyslu „odrůda révy, dávající černá vína“. Poprvé bylo v literatuře zmíněno až roku 1866. Slovo „sauvignon“ v názvu odrůdy odkazuje na to, že byla v době vzniku tohoto názvu považována za selekci divoké révy („sauvage“ znamená v překladu z francouzštiny „divoký“). Název Cabernet Sauvignon je v podstatě nezamýšleným spojením dnešních názvů rodičovských odrůd, což je velmi zajímavé. Zatímco odrůda Cabernet Franc byla „z rodičovství“ již dlouho podezřívána, Sauvignon Blanc jako „otcovská odrůda ampelografy překvapila, i když vlastnostmi vyráběného vína CS oba své rodiče nezapře.
Další, lokálně používaná synonyma odrůdy Cabernet Sauvignon jsou : Каберне-Совиньон, Лафит, Лафет, Каберне мелкий, Пти Каберне (vše Rusko), Bidure Bordaoux, Bordeaux (Itálie), Bordo, Bouche, Bouchet, Bouschet Sauvignon (Francie), Breton, Burdeos Tinto (Španělsko), Caberne, Cabernet (Languédoc, Provence), Cabernet Petit, C. Piccolo, Carbonet, Carbouet Castet, Dzanati, Enfin, Epicier noir, Kaberne Sovinjon (Rusko), Lafet, Lafit, Lafite, Marchoupet, Menut, Navarre, Petit Bouschet (Saint Emilion, Pomerol), P. Cabernet, P. Vidure, Petit-Bouchet, Petite Parde, P. Vidure, Sauvignon, Sauvignon Rouge, Sauvignonne, Vaucluse, Veron, Vidure, V. Petite, Vidure Sauvignon, V. Sauvignonne (Francie).

## Mutace a klony odrůdy
Cabernet Sauvignon nepatří k odrůdám se sklonem k mutacím, dlouho dokonce nebyla vůbec žádná mutace této odrůdy známa. Až roku 1977 byla objevena a popsána na vinohradě vinařství Clegett Wines v Austrálii šedá (často se hovoří o bronzové) mutace odrůdy a nazvána Malian. Od roku 1991 zde slouží k výrobě světle červených vín. Později byla ve stejné lokalitě nalezena ještě bílá mutace odrůdy a nazvána Shalistin Zatímco první odrůda má barevné pigmenty (anthocyaniny) obsaženy ve vrchní vrstvě slupky, u druhé odrůdy již zcela chybí.
Co se týká klonové selekce, vzhledem k významu odrůdy CS existuje samozřejmě po celém světě velké množství různých registrovaných klonů této odrůdy, pouze ve Francii jich je 25.

## Kříženci odrůdy
Zejména díky kvalitě vín je odrůda CS mnoha šlechtiteli využívána jako partner při šlechtění nových odrůd révy. Při šlechtění jde v tomto případě o zachování kvality vín a vylepšení některých parametrů, týkajících se pozdního zrání CS a jeho odolnosti vůči chorobám, mrazu, suchu atd.
Odrůda se stala jedním z rodičů odrůdy Alibernet, vyšlechtěné v Oděse, ještě v tehdejším Sovětském svazu, ze které byly dalším křížením u nás postupně vyšlechtěny odrůdy tzv. cabernetové rodiny, Neronet a Rubinet.
Celá řada poměrně úspěšných kříženců pochází z Německa, například odrůdy Baron, Cabernet Cortis a Cabernet Carbon vyšlechtil Norbert Becker ve šlechtitelském ústavu ve Freiburgu, odrůdy Cabernet Cubin, Cabernet Dorsa, Cabernet Dorio či Cabernet Mitos pochází z Weinsbergu. Ze švýcarského šlechtitelského ústavu Agroscope RAC Changins v Pully pochází odrůda Carminior. Odrůdu Ruby Cabernet vyšlechtil známý kalifornský šlechtitel Harold Olmo, odrůdu Marselan Paul Truel na jihu Francie (INRA Montpellier).

## Pěstování
Réví poměrně dobře vyzrává (85–90 %). Plodnost dřeva je 42–58 %, počet hroznů na výhon 0,5–0,7, na plodonosný 1,1–1,3. Sprcháváním květenství trpí odrůda průměrně, proti poškození zimními mrazy je vzhledem k dobrému vyzrávání dřeva odolná, pozdější rašení je předpokladem malých škod vlivem jarních mrazíků. Velmi dobře vyhovuje vysoké vedení s kordonovými tvary a řezem na tažně a čípky. Na chudých půdách musí být tvary střední a řez na polotažně. Vzhledem k nižší plodnosti a malým hroznům se doporučuje zatížení 10–12 oček na 1 m². Pro sušší a vápenité půdy je vhodné použít podnože Cr 2 a T 5C, pro úrodnější půdy a větší tvary pak podnož 125 AA. Plodnost je nižší, 6–9,5 tun z hektaru při cukernatosti 17 až 20° ČNM a obsahu kyselin 8,5 až 12 g/l. Vína mají vysoký obsah taninu, antokyanů i kyselin.

### Fenologie
Vegetační cyklus odrůdy trvá 143–165 dnů při sumě aktivních teplot (SAT) 3100–3300 °C. Doba rašení oček a květu je středně pozdní, raší v polovině dubna, kvete v polovině června. Zaměkání bobulí u nás začíná koncem srpna, sklizňová zralost nastává začátkem až v druhé polovině října (na Krymu na přelomu září a října).

### Choroby a škůdci
Proti napadení padlím révovým (Uncinula necator) je odrůda méně odolná, proti napadení plísní révovou (Plasmopara viticola) a plísní šedou (Botrytis cinerea) je odolná relativně dobře, obaleči odolává průměrně. Na evropskou odrůdu odolává relativně dobře i révokazu.

### Poloha a půdy
Důležité je odrůdu vysazovat jen do nejteplejších poloh v nejteplejších podoblastech oblasti Morava. Upřednostňuje dokonale osluněné a dostatečně záhřevné svahovité pozemky na písčitých a hlinitopísčitých půdách, dobře snáší sucho, ale vyžaduje teplo. Je vhodná i do skeletových půd.

## Víno

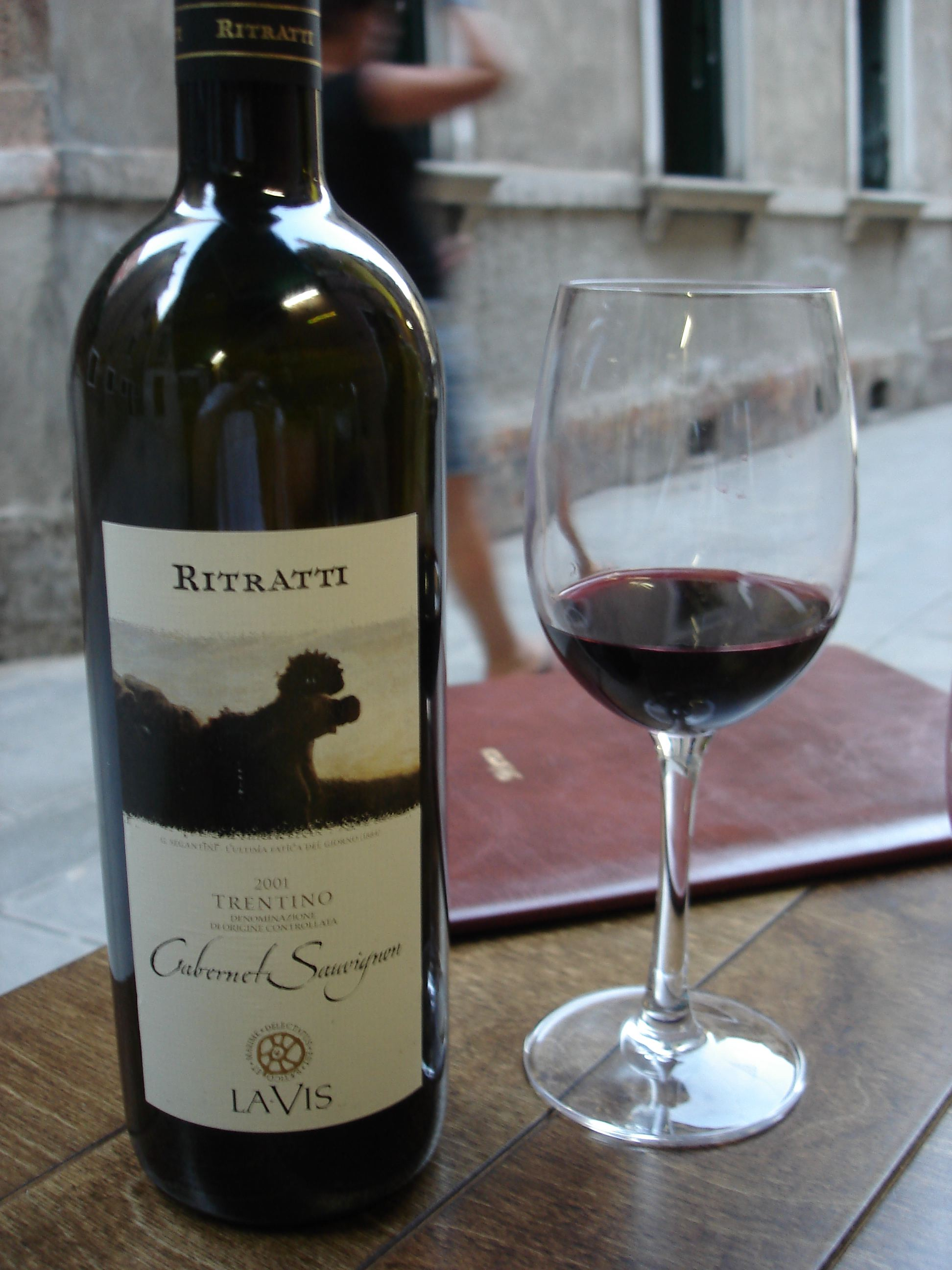
Italský Cabernet Sauvignon z regionu Trentino

V nezralých ročnících a při přetížení keřů úrodou se ve víně CS objeví travnaté zelené tóny, vůně zelené papriky, hrubost a drsné taniny. Z vyzrálých hroznů je chuť vždy černorybízová a k ní se pak druží podle polohy, půdy, sklizně a technologie vůně tmavých třešní, ostružin, tabáku, eukalyptu, anebo u velmi koncentrovaných vín ze zámoří vůně marmelády. Ve většině oblastí, kde se ve větší míře pěstuje CS, je školení vína spojeno s používáním sudů barrique, které předávají vínům další vůně a chuť, zejména po vypalování sudů (toastování). Je však nutno podotknout, že pro barikování jsou vhodná pouze vína z dostatečně vyzrálých hroznů, čehož se v našich podmínkách dá ne vždy dosáhnout.
Typický CS je tmavě granátové barvy, někdy s modravým odleskem, stárnutím se sytost stupňuje. Je plného těla, s taninovou strukturou, která si žádá delší zrání na láhvi, získá tím hebkost a příjemně se zakulatí. Obsah alkoholu by se měl pohybovat okolo 13 % obj.
Vůně je typicky černorybízová (cassis), chuť mohutná s dlouhotrvajícím dojmem, kořenitá, u mladých vín silně tříslovitá, u vyzrálých hebce sametová. Ve vůni a chuti můžeme hledat černý rybíz, třešně, ostružiny, moruše, zelenou papriku, zelený pepř, olivy, fialky, cedrové dřevo, lékořici, marmeládu, hořkou čokoládu, eukalypt, tabák, lanýže, tuhu, mentol, vanilku.
Vína CS zrají velmi pomalu. Vydobyla si pro vynikající jakost, dlouhou uchovatelnost a schopnost vyzrávání nejvyšší uznání. Lahvují se po jednom a půl až dvou letech a začínají být příjemná k pití po čtyřech až pěti letech. Svého optima dosáhnou po pěti až deseti letech, ale i později. Vína jsou tedy vhodná k dlouhodobé archivaci.

### Stolování
Plná, aromatická vína velmi dobře doprovázejí masitá jídla, zejména jehněčí pečeni, bifteky, krůtí maso, zvěřinu nebo úpravy jídel s kořenitými omáčkami.